# 横水镇 (崇义县)
横水镇，是中华人民共和国江西省赣州市崇义县下辖的一个乡镇级行政单位。

## 行政区划
横水镇下辖以下地区：
中山社区、章源社区、阳岭社区、横水村、萝卜巷村、水口村、朱坑口村、塔下村、中营村、上营村、左溪村、密溪村、碧坑村、渔梁村、茶滩村、三坑村、大密村、新坑村和官坑垄村。